# Monastero della Visitazione di Vicopelago
Il Monastero della Visitazione è un edificio monastico situato a Vicopelago, frazione del comune di Lucca, in Toscana. Fondato nel 1887 dalle monache agostiniane, il complesso occupa una villa nobiliare di origine rinascimentale. Rimasto attivo fino alla fine del XX secolo, è oggetto di interesse per la sua architettura storica e per i legami culturali con il compositore Giacomo Puccini.

## Storia
Il nucleo originario del complesso è costituito da una villa signorile costruita nel XV secolo per le famiglie lucchesi Balbani e Bernardini. L’edificio fu successivamente ampliato nei secoli XVII e XVIII, mantenendo caratteristiche stilistiche tardo-rinascimentali.
Nel 1887 la villa venne acquistata dalla comunità delle monache agostiniane provenienti dal convento di San Nicolao a Lucca. Le religiose vi fondarono il nuovo monastero, adattando l'edificio alla vita claustrale e inserendovi una cappella, un chiostro e spazi comunitari. Il monastero rimase attivo fino agli anni Novanta del XX secolo, quando fu abbandonato a causa della riduzione della comunità.

## Architettura
Il complesso si sviluppa intorno a un cortile interno con struttura a pianta chiusa. L’edificio conserva la volumetria e alcuni tratti tipici delle ville toscane del Rinascimento, con facciate semplici, finestre regolari e corpi laterali aggiunti successivamente.
All'interno sono presenti spazi destinati alla clausura, tra cui la chiesa, il coro, il refettorio, le celle e ambienti per il lavoro e la preghiera. L’area esterna comprendeva orti, frutteti e spazi agricoli utilizzati dalla comunità.

## Collegamento con Giacomo Puccini
Il monastero è noto anche per il legame con il compositore Giacomo Puccini, la cui sorella Iginia Puccini (1856–1922) vi prese i voti con il nome di suor Giulia Enrichetta.
Puccini ottenne una dispensa ecclesiastica per poterla visitare regolarmente. Secondo alcune fonti, l’ambiente monastico e la figura della sorella avrebbero ispirato l’opera Suor Angelica, composta nel 1917. È stato anche tramandato che Puccini avrebbe eseguito alcuni passaggi dell’opera all’interno del convento, durante una visita alla sorella.

## Stato attuale
Dopo la dismissione, l’edificio è rimasto inutilizzato per diversi anni. Nel 2023 è stato acquistato dal Comune di Lucca, che ha avviato un progetto di recupero e valorizzazione, volto alla conservazione del complesso e alla sua futura riutilizzazione.